# Mihara Kohei
Kohei Mihara (sinh ngày 8 tháng 12 năm 1989) là một cầu thủ bóng đá người Nhật Bản.

## Sự nghiệp câu lạc bộ
Kohei Mihara đã từng chơi cho Shonan Bellmare và Ehime FC.